# Cestrum psittacinum
Cestrum psittacinum är en potatisväxtart som beskrevs av Otto Stapf. Cestrum psittacinum ingår i släktet Cestrum och familjen potatisväxter. Inga underarter finns listade i Catalogue of Life.